# Jewgienij Poliwanow
Jewgienij Dmitrijewicz Poliwanow (ros. Евге́ний Дми́триевич Полива́нов; ur. 28 lutego?/12 marca 1891 w Smoleńsku, zm. 25 stycznia 1938 pod Moskwą) – rosyjski językoznawca, turkolog, japonista, poliglota.
Autor ważnych prac na temat języka japońskiego, języka chińskiego, uzbeckiego, dungańskiego oraz z językoznawstwa teoretycznego. Współtwórca systemów pisma dla kilku narodów ówczesnego Związku Radzieckiego. Twórca oficjalnie przyjętego w ZSRR systemu transliteracji języka japońskiego do cyrylicy (tzw. cyrylizacji).

## Życiorys
W 1912 roku ukończył studia na Imperatorskim Uniwersytecie Petersburskim i Praktyczną Akademię Orientalistyczną, następnie w latach 1913–1921 wykładał na Wydziale Orientalistycznym, a później na Wydziale Nauk Społecznych Uniwersytetu Petersburskiego, którego profesorem został w 1919 roku. W latach 1914–1916 odwiedził Japonię.
Po rewolucji lutowej 1917 działał politycznie po stronie eserów, następnie bolszewików. Po rewolucji październikowej został na początku 1918 roku naczelnikiem wydziału wschodniego Ministerstwa Spraw Zagranicznych (Ludowego Komisariatu Spraw Zagranicznych). Znając wiele języków był w stanie, na zlecenie rządu Rosji Sowieckiej, szybko przetłumaczyć i opublikować tajne porozumienia rządu carskiego. Wchodząc w skład delegacji kierowanej przez Lwa Trockiego brał udział w rozmowach, które doprowadziły do podpisania traktatu brzeskiego. Brał udział w wojnie domowej. Od 1919 członek RKP(b) (w 1926 wykluczony z partii pod zarzutem narkomanii).
W 1921 roku przeszedł do pracy w Kominternie, następnie był profesorem Środkowoazjatyckiego Uniwersytetu Państwowego w Taszkencie. W latach 1926–1929 w Moskwie, kierował sekcją językoznawczą RANION-u, pracował też w Instytucie Językoznawstwa.
W latach 1928–1929 wystąpił przeciw „nowej nauce o języku” Nikołaja Marra, czym naraził się jego uczniom. Gdy objęto go zakazem pracy i druku, wyjechał do Azji Środkowej. W 1929 roku został profesorem Państwowego Uniwersytetu Uzbeckiego w Samarkandzie, a od 1930 r. w Taszkencie. W 1934 roku został profesorem w Kirgiskim Instytucie Budownictwa Kulturalnego we Frunze.
Aresztowany 1 sierpnia 1937, oskarżony o szpiegostwo na rzecz Japonii, był torturowany. Na tajnej rozprawie przez sądem wojskowym ZSRR 25 stycznia 1938 nie przyznał się do winy, został jednak skazany na rozstrzelanie. Wyrok wykonano tego samego dnia. Pochowano go na wykorzystywanym do rozstrzeliwań poligonie w rejonie sowchozu „Komunardka”.
Zrehabilitowany 3 kwietnia 1963 roku.
Wiele lat po jego śmierci jego przyjaciel, literaturoznawca Wiktor Szkłowski, napisał o nim: „Poliwanow był zwyczajnym genialnym człowiekiem. Najzwyklejszym genialnym człowiekiem”.

## Działalność naukowa
Poliwanow, pracując w sowieckim MSZ jako naczelnik Wydziału Wschodniego, opracowywał alfabety dla języka jakuckiego, azerskiego i uzbeckiego, kodyfikował te i inne języki oraz brał udział w organizacji szkolnictwa w językach miejscowych.
W czasie podróży do Japonii przeprowadził badania, w wyniku których określił system akcentowy języka japońskiego. Opisał system fonologiczny języka literackiego i szeregu dialektów. Przedstawił rekonstrukcję systemu fonologicznego języka starojapońskiego i hipotezę o pokrewieństwie języka japońskiego z językami austronezyjskimi. Jest autorem systemu transliteracji języka japońskiego w cyrylicy, znanego jako „system Poliwanowa” i używanego do dziś.
Odegrał dużą rolę w rozwoju sowieckiej sinologii. Jest, wraz z A.I. Iwanowem, współautorem „Gramatyki współczesnego języka chińskiego” (1930). Opracował teorię sylabofonemu i przedstawił własną teorię złożeń.
Wydał „Wstęp do językoznawstwa dla orientalistów” (1928), pierwszy tego rodzaju podręcznik w ZSRR, a z O.W. Pletnerem napisał „Gramatykę japońskiego języka potocznego” (1930). Przetłumaczył na język rosyjski kirgiski epos narodowy Manas, pracował nad problemem migracji wątków (tropów?). Razem z J.N. Tynianowem, B.M. Eichenbaumem i innymi znanymi literatami był założycielem i członkiem „Towarzystwa nauczania języków poetyckich” (OPOJAZ). Pierwszy opracował językoznawcze („Gramatyka języka rosyjskiego w zestawieniu z językiem uzbeckim”, 1930) i metodyczne („Zarys częściowej metodyki nauczania języka rosyjskiego”, 1935) podstawy nauczania języka rosyjskiego jako języka obcego. Był autorem licznych prac z zakresu poetyki lingwistycznej, a także na temat literatur ludów Wschodu (turkijskiej, chińskiej, japońskiej).